# Мориваки, Ёко
Ёко Мориваки (июнь 1932 года — 6 августа 1945 года) — тринадцатилетняя японская девочка, жившая в Хиросиме во время Второй мировой войны. Её дневник с записями о Японии военного времени был опубликован в Японии в 1996 году. Она была опубликована издательством HarperCollins на английском языке в 2013 году как «Дневник Ёко».
Ёко жила в Хиросиме во время Второй мировой войны и погибла во время атомной бомбардировки города Соединенными Штатами. Её брат Кодзи Хосокава, переживший бомбардировку Хиросимы, сделал её дневник доступным для публикации.
Мориваки начала вести дневник в качестве задания в своей школе, хиросимской префектуре для девочек № 1. В дополнение к хронике её повседневной жизни дневник фиксирует Японию военного времени, охватывая широкий круг тем: от того, какие занятия она посещала, до наблюдения военных самолётов, пролетающих над головой. Дневник начинается 6 апреля 1945 года, незадолго до того, как она пошла в школу, а последняя запись сделана 5 августа 1945 года, за день до того, как атомная бомба была сброшена на Хиросиму.
Мориваки сравнивают с Анной Франк из Нидерландов — ещё одной девочкой-документалисткой, не пережившей Вторую мировую войну.